# Poème autobiographique
Le poème autobiographique est un genre littéraire s'apparentant à l'autobiographie, mais rédigé en vers et non en prose. Ce sont des textes brefs, des évocations fragmentaires. La visée esthétique et suggestive l'emporte sur le souci de vérité.

## Débats sur la place du sujet biographique en poésie
D'un point de vue esthétique, des poètes s'opposent depuis le 19e siècle quant à la place à accorder au sujet biographique dans la poésie. Ainsi, tandis qu'en Allemagne, « les tenants d'une énonciation poétique renvoyant à la personne référentielle et biographique du poète » sont critiqués par ceux qui défendent la proposition d'« un « Moi lyrique » non-référentiel, purement fictif et impersonnel », en France, c'est en contradiction avec une poésie romantique qu'ils jugent trop personnelle que se posent des poètes modernes tels que Charles Baudelaire, Lautréamont et Arthur Rimbaud. Des chercheurs tendent néanmoins à relativiser cette opposition : au-delà du fait que la façon qu'ont certains poètes romantiques, à l'instar de Victor Hugo et Gérard de Nerval, de jouer sur l'écart qui existe entre sujet de l'énonciation et sujet biographique perdure dans la poésie des poètes modernes précités, Dominique Combe affirme quant à lui que « tout discours référentiel comporte fatalement une part d'invention ou d'imagination qui ressortit à la fiction, et réciproquement que toute fiction renvoie à des strates autobiographiques ».

## Exemples en français
- Les Contemplations, de Victor Hugo
- Le Roman inachevé, de Louis Aragon